# James Shipp
James Shipp (* 1. Januar 1980 in Columbia, Maryland) ist ein amerikanischer Jazzmusiker (Vibraphon, Marimba, Schlagzeug, Komposition, Arrangement).

## Wirken
Shipp zog zum Musikstudium nach New York, wo er am Purchase Conservatory of Music der State University of New York seinen Bachelor und Master absolvierte. In New York arbeitete zunächst von 2002 bis 2005 in mehreren Combos, die karibischen Jazz interpretierten, mit Ray Vega zusammen. 2006 entstand mit Vega und der Opernsängerin Sharon Spinetti ein Album mit Musik von Debussy, Lara und Villa-Lobos, die James für ein Jazzquartett arrangierte. 2005 begann seine Kooperation mit Jo Lawry und mit Fred Herschs 'Pocket Orchestra'; im selben Jahr gründete er sein Projekt Nós Novo, das 2009 sein Debütalbum Strange Sweethearts in America mit seinen eigenen Kompositionen vorlegte. 2008 war er außerdem als Arrangeur und Perkussionist an Kate McGarrys Album If Less is More, Nothing is Everything (Palmetto Records) beteiligt, das eine Grammy-Nominierung für das beste Album mit Jazzgesang erhielt.
Weiterhin ist Shipp mit Musikern wie Paquito D’Rivera, Snarky Puppy, Bokanté, Bob Lanzetti, dem Kronos Quartet und Dr. Lonnie Smith aufgetreten. Seit 2012 arbeitete er im Duo mit der Trompeterin Nadje Noordhuis zusammen; 2017 veröffentlichten sie ihr erstes Album Indigo, gefolgt von Multitudes (2023). Des Weiteren arbeitete er mit Jean Rohe & The End of the World Show, Banda Magda, dem Nadje Noordhuis Quintett und Christina Courtin zusammen. Im Tentett der Klarinettistin Anat Cohen war er an ihren Alben Happy Days und Triple Helix (letzteres 2019 Grammy nominiert) beteiligt.
Shipp ist zudem Mitglied des MakeSpeak Ensembles, einem Trio unter Leitung von Haggai Cohen-Milo, das Musik für Tanz und Theater komponiert und aufführt. Dessen Musik zu Jephta’s Daughter von Saar Magal wurde 2015 an der Münchner Staatsoper uraufgeführt, im Herbst 2018 komponierte und interpretierte MakeSpeak die Musik zu Magals A Monteverdi Project an der Berliner Staatsoper Unter den Linden.
Seit einem Jahrzehnt ist er Bandleader, Komponist, Produzent und Workshop-Moderator im Social Impact Programme der Carnegie Hall aktiv und arbeitet dabei mit Menschen unterschiedlichen Alters in Gefängnissen, Krankenhäusern, Unterkünften und Schulen in ganz New York City. Derzeit ist er Leiter des dortigen Future Music Project Ensemble. Shipp spielt seine großteils satirischen Songs seit 2016; seine Single „P(ot)POTUS: The Penis of the President of the United States“ sorgte für Aufsehen. Er ist auch auf Alben von Miho Hazama, Kurt Elling, Remy Le Boeuf (Architecture of Storms, 2021) und The Awakening Orchestra zu hören.